# Florence Green
Florence Beatrice Green (soltera: Patterson; 19 de febrero de 1901-4 de febrero de 2012) fue una mujer inglesa que en el momento de su muerte se creía que era la última veterana superviviente de la Primera Guerra Mundial de cualquier país. Fue miembro de la Real Fuerza Aérea Femenina.

## Biografía
Florence Green nació en Edmonton, Londres, hija de Frederick y Sarah Patterson (née Neal). Se alistó en la Real Fuerza Aérea; la Real Fuerza Aérea Femenina, el 13 de septiembre de 1918 a la edad de 17 años, donde sirvió como camarera de oficiales, número de servicio 22360. Trabajó en el comedor de oficiales de la RAF Marham y también estuvo basada en el aeródromo de Narborough.
En 1920, se trasladó a King's Lynn. Se casó con Walter Green (1893-1975), que era trabajador de la estación y veterano de las dos guerras mundiales; Walter murió en 1975 tras 55 años de matrimonio. Tuvieron tres hijos: May (nacida en 1921), Bob (nacido en 1926) y June Evetts (nacida en 1935). Vivió en King's Lynn con May hasta noviembre de 2011, cuando se trasladó a una residencia. En enero de 2010, fue identificada públicamente como la veterana de la Primera Guerra Mundial de mayor edad con vida.
El 19 de febrero de 2011 celebró su 110.º cumpleaños, convirtiéndose en una supercentenaria, una de las diez personas que viven en el Reino Unido, todas ellas mujeres. Con la muerte de Claude Choules el 5 de mayo de 2011, Green se convirtió en la última veterana viva conocida de la Primera Guerra Mundial. El 20 de julio de 2011, el Grupo de Investigación Gerontológica verificó su edad y la catalogó como supercentenaria oficial.
Se informó de que cuando le preguntaron qué sentía al tener 110 años, respondió: "No es muy diferente a tener 109". En el momento de su muerte, Green tenía tres hijos, cuatro nietos y siete bisnietos. Antes de su muerte, el 4 de febrero de 2012, a los 110 años y 350 días, era la residente más anciana de West Norfolk, la segunda persona más anciana de Norfolk y la sexta del Reino Unido.